# Championnat d'Amérique du Sud masculin de volley-ball 2001
Navigation
Édition précédente Édition suivante
Le 24e championnat d'Amérique du Sud de volley-ball masculin s'est déroulé du 6 août 2001 au 8 août 2001 à Cali, Colombie. Il a mis aux prises les quatre meilleures équipes continentales.

## Équipes présentes
- Argentine
- Brésil
- Colombie
- Venezuela

## Classement final
| Place              | Équipe    |
| ------------------ | --------- |
| Médaille d'or      | Brésil    |
| Médaille d'argent  | Argentine |
| Médaille de bronze | Venezuela |
| 4                  | Colombie  |